# Kostel svatého Jiří (Javornice)
Římskokatolický kostel svatého Jiří v Javornici je pozdně barokní stavbou z let 1785–1787, stojící na místě staršího kostela. Je chráněn jako kulturní památka České republiky.

## Historie kostela
Původní kostel v Javornici pocházel snad již ze 13. století. Na jeho místě současný pozdně barokní kostel zasvěcený svatému Jiří vystavěli v letech 1785–1787 zedník Josef Schubert z Černíkovic a tesař František Peycha z Třebešova, snad podle projektu architekta Františka Kermera.
Roku 1384 byl kostel farní, pak filiální k Rychnovu nad Kněžnou, 1772 reálná administratura, 1853 fara. Územní obvod farního úřadu Javornice tvořily osady Drbalov, Jaroslav, Javornice, Ochoz, Přím.
Bývalý farní kostel náleží od roku 2007 jako filiální do Římskokatolické farnosti - děkanství Rychnov nad Kněžnou.

## Popis stavby
Kostel stojí na návrší poblíž středu obce a přístup k němu je přes hřbitov ležící jihozápadně na mírném svahu. Zejména od severu je kostel zdaleka viditelnou dominantou. Byl vystavěn jako jednolodní s obdélným presbytářem, podélná osa stavby (oltář) směřuje k severovýchodu. Vstupní portál je bohatě zdobený, rokokový z roku 1787.
Kostel o délce 32 m a šířce 14 m zaujímá plochu 407 m².

## Externí odkazy

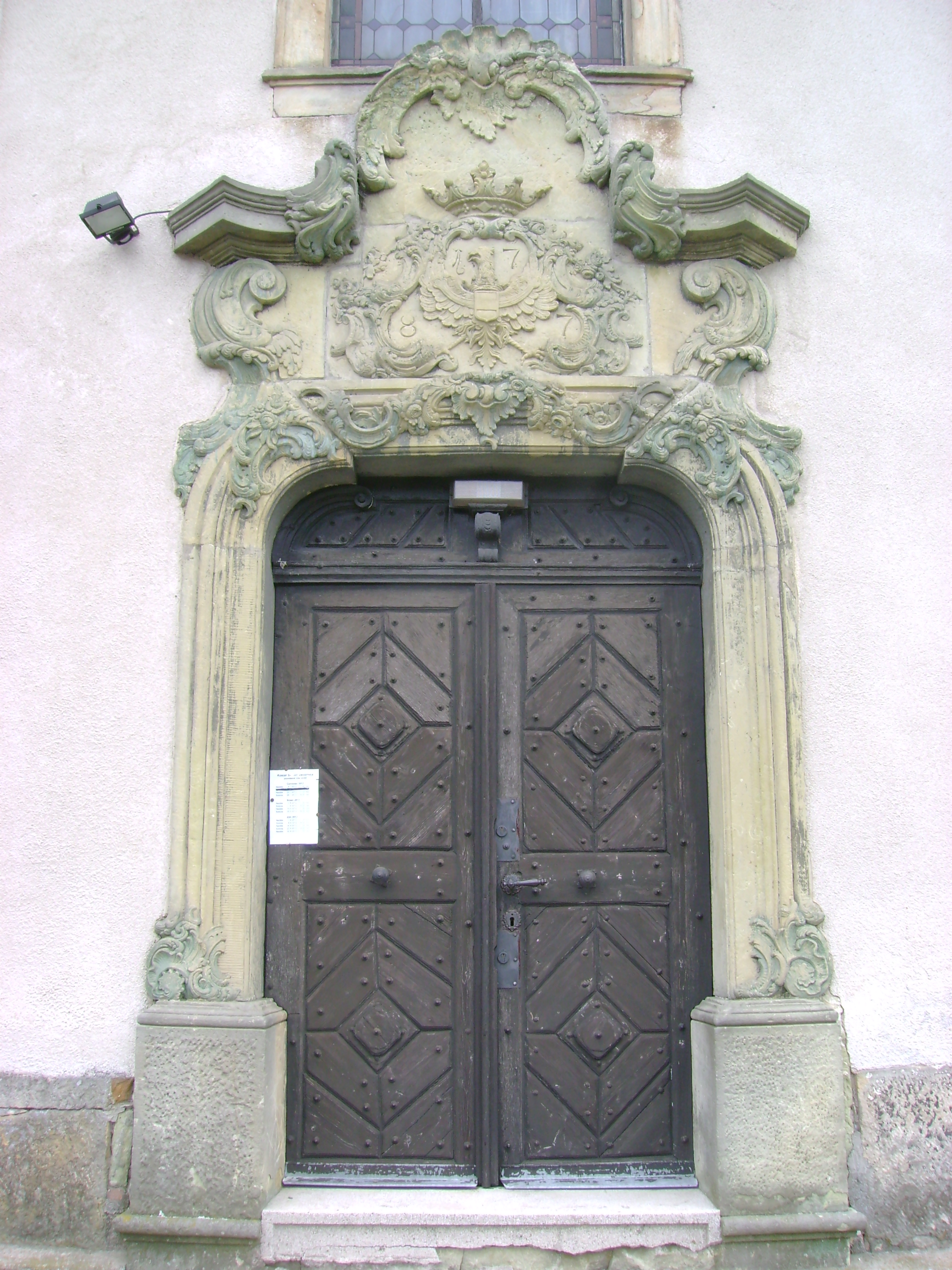
Portál kostela